# Língua gestual armeniana
A Língua de Sinais Armeniana (em Portugal: Língua Gestual Armeniana) é a língua de sinais (pt: língua gestual) usada pela comunidade surda da Arménia.